# Коромисло мале
Коромисло мале (Aeshna mixta) — вид бабок родини коромисел (Aeschnidae).

## Поширення
Вид поширений в Центральній і Південній Європі та Північній Африці. Трапляється навколо водойм із стоячою або повільно текучою водою, густо вкритою рослинністю. В Україні поширений майже по всій країні, за винятком гірських районів.

## Опис

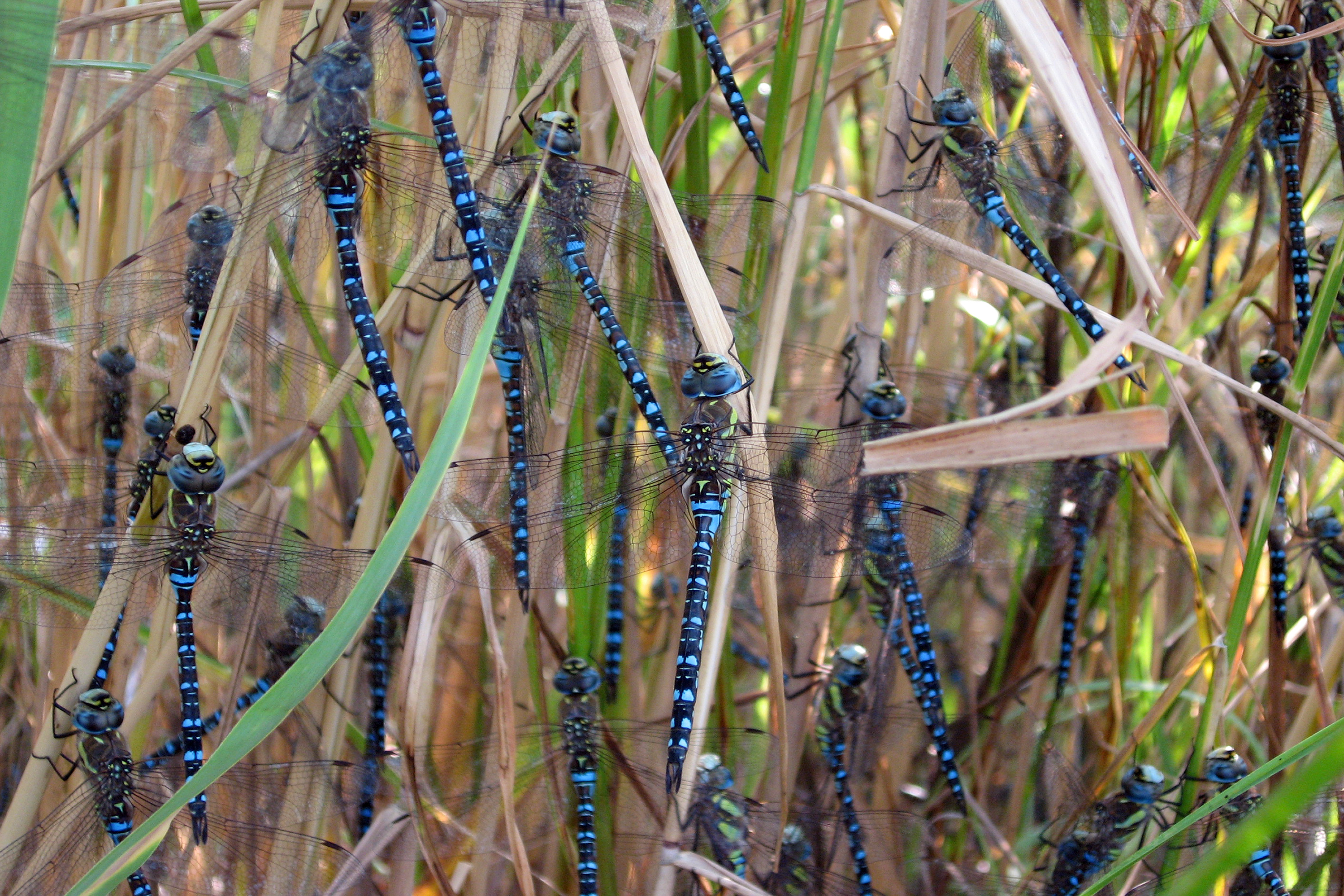
Масове скупчення імаго коромислп малого під час міграції (Дунайський біосферний заповідник, Україна)

Бабка завдовжки 56-64 мм, довжина черевця 43-54 мм, заднє крило 37-42 мм. Очі стикаються. Тіло строкато забарвлене. На лобі є Т-подібний чорний малюнок. На грудях є блакитні плями біля основи крил. Боки грудей бурого кольору з 2 широкими ізольованими зеленувато-жовтими смужками між швами.
У самців черевні тергіти з III по VII мають ззаду по одній парі великих плям блакитного кольору і спереду по одній парі вузьких поперечних смужок, які досить часто жовті, а не блакитні. Яйцеклад самиць короткий, його задній кінець не заходить за останній сегмент черевця.